# Darius Milhaud
Darius Milhaud (Marsella, Francia, 4 de septiembre de 1892–Ginebra, 22 de junio de 1974) fue un compositor, director de orquesta y profesor francés. Fue miembro de Les Six y uno de los compositores más prolíficos del siglo XX. Sus composiciones están influenciadas por el jazz y la música brasileña y utilizan ampliamente la politonalidad. Milhaud está considerado uno de los compositores modernistas más importantes. Profesor de renombre, enseñó a muchos futuros compositores de jazz y música clásica, como Burt Bacharach, Dave Brubeck, Philip Glass, Steve Reich, Karlheinz Stockhausen y Iannis Xenakis, entre otros.
Se casó con la actriz Madeleine Milhaud.

## Biografía
Nacido en Marsella, hijo de Sophie (Allatini) y Gad Gabriel Milhaud. Sin embargo, creció en Aix-en-Provence, que él consideraba su verdadera ciudad ancestral. La suya era una familia judía de larga tradición del Comtat Venaissin -una apartada región de Provenza- con raíces que se remontan allí al menos hasta el siglo XV.  Empezó sus primeros estudios musicales, de violín, a los siete años, con Leo Bruguier, que lo incorporó a su cuarteto de cuerda. Ingresó en el Conservatorio de París en 1909. Fue alumno de Berthelier (violín), Xavier Leroux (armonía), André Gedalge (contrapunto), Paul Dukas, Vincent d'Indy (dirección de orquesta) y Charles-Marie Widor (composición). Allí conocerá a sus compañeros Georges Auric, Jean Wiener, Jacques Ibert y Arthur Honegger.
En 1910 escribió una ópera cómica basada en un libreto de Francis Jammes titulado Brebis égarée (oveja descarriada). Más adelante se vio atraído por la música de cámara. Su 1.ª Sonata para violín y piano data de 1911 y su primer Cuarteto de cuerda fue escrito en 1912. Conoció al poeta Paul Claudel, del que musicó alguno de sus poemas. Entre sus amigos estaban Georges Auric y Arthur Honegger, compañeros en el Grupo de los Seis.
En 1916 viaja a Brasil como secretario de Paul Claudel, entonces embajador. En este viaje Milhaud escribe las Saudades do Brasil, la suite para saxofón, Scaramouche, con su destacado tercer movimiento Brasileira, Le Bœuf sur le toit y el poema coreográfico L’Homme et son desir. En 1918 regresa a Francia y entabla amistad con Erik Satie y con los músicos del Grupo de los Seis.
Las influencias europeas contemporáneas también fueron importantes. Dedica su Quinto cuarteto de cuerda (1920) a Arnold Schoenberg y, al año siguiente, dirige los estrenos francés y británico de Pierrot lunaire tras múltiples ensayos. Durante un viaje a Estados Unidos en 1922, Milhaud escucha por primera vez jazz "auténtico" en las calles de Harlem, lo que influye mucho en su visión de la música. Al año siguiente, termina su composición La création du monde (La creación del mundo), en la que utiliza ideas y modismos del jazz, representada como un ballet en seis escenas de danza continua.
Durante los siguientes años la actividad creadora de Milhaud es incesante: cantatas, conciertos, canciones, obras corales se suceden en rápida cadencia. Se casó con su prima Madeleine Milhaud,que a partir de 1937 sería su colaboradora en varias obras. Hizo numerosos viajes y ofreció conciertos en todos los países de Europa.
En 1940 huyó de la ocupación de Francia por los nazis y se trasladó a Estados Unidos, donde recibió el encargo de una sinfonía para la orquesta de Chicago. Allí permaneció hasta 1947 donde trabajó como profesor de composición en el Mills College de Oakland, California, donde tuvo como alumnos, entre otros, al músico de jazz Dave Brubeck, al compositor Robert Kurka (1921-1957) y a la compositora asturiana María Teresa Prieto. Abandonó este puesto para trabajar como profesor honorario de composición en el Conservatorio de París, donde tuvo como discípulos a Iannis Xenakis y a Karlheinz Stockhausen.
En 1952 viajó a Israel, donde escribió parte de su ópera David.
En 1965 su catálogo estaba integrado por 409 obras, pequeñas y grandes, escritas para todos los géneros musicales. De entre todas estas destacan los ballets Le bœuf sur le toit (1920) y La Création du Monde (estrenado por los Ballets Suecos en 1923) y la pieza orquestal Suite provençale (1937).
Entre las óperas compuestas por Milhaud destacan Esther de Carpentras, Op.89 (1925–1926 estrenada en 1937); Le pauvre matelot, Op.92 (1926), una 'complainte' en tres actos; tres Opéras-minutes de 1927 (L'enlèvement d'Europe, Op.94; L'abandon d'Ariane, Op.98 y Le délivrance de Thésée, Op.99), Christophe Colomb, Op.102; Bolivar, Op.236 (1943); David, Op.320 (1952–1953); y La mère coupable, Op.412 (1964–1965).
De 1947 a 1971, enseñó años alternos en Mills y en el Conservatorio de París, hasta que su mala salud, que le obligó a utilizar una silla de ruedas durante sus últimos años (a partir de la década de 1930), le obligó a jubilarse.
Murió en Ginebra a la edad de 81 años y fue enterrado en el cementerio de Saint-Pierre de Aix-en-Provence.